# Acalypha fimbriata
Acalypha fimbriata là một loài thực vật có hoa trong họ Đại kích. Loài này được Schumach. & Thonn. mô tả khoa học đầu tiên năm 1827.